# Ricardo Peralta y Fabi
Ricardo Peralta y Fabi (15 de agosto de 1950–2016) fue un ingeniero mecánico de origen mexicano y astronauta de reserva. Fue una de las tres personas seleccionadas entre las 400 que se postularon al programa espacial mexicano.

## Accidente
En el momento en que tuvo lugar el accidente de ultraligero en que se hirió seriamente, Peralta era el suplente del primer astronauta mexicano, Rodolfo Neri Vela. Tras el mismo quedó incapacitado para completar la formación de astronauta y el entrenamiento en la Universidad de Indiana.   Dejó el Cuerpo de Astronautas de la NASA el 3 de diciembre de 1985.
Al acabar su carrera como astronauta se convirtió en profesor de la Universidad de Ciudad de México, donde enseñó durante muchos años. Murió en 2016.